# George Owen Wynne Apperley
George Owen Wynne Apperley (Ventnor, Isla de Wight, Inglaterra, 17 de junio de 1884 – Tánger, Marruecos, septiembre de 1960) fue un pintor inglés que vivió durante muchos años en la ciudad de Granada (España).

## Biografía
Pertenecía a una familia aristocrática galesa, quedando huérfano de padre a los seis años. Desde pequeño se sintió atraído por la pintura y a pesar de la oposición familiar, pudo matricularse en la Herkomer Academy e iniciar en ella sus estudios artísticos. Sus padres no consideraban la profesión de pintor adecuada para un Apperley y mientras su padrastro se mostraba partidario de que ingresara en el ejército, la madre deseaba que su hijo sintiera vocación religiosa.Sin embargo su decisión de dedicarse a la pintura era firme y las presiones familiares no pudieron impedirlo.
En 1904 realizó un viaje a Italia, donde visitó diversas ciudades como Venecia y Roma. Se sintió atraído por la luz del Mediterráneo y realizó diferentes acuarelas en las que representó principalmente escenas costumbristas y grandes edificios históricos como la Basílica de San Marcos.
En 1907 se casó en secreto con Hilda Pope. La familia de la novia desaprobaba la unión y se trasladaron a Lugano (Suiza) para más tarde volver a Londres, donde permaneció unos años y tuvo dos hijos: Edward y Phyllis. En 1914, sin la compañía de su esposa, viajó por primera vez a España y en 1916 decidió emigrar estableciéndose en Madrid durante un año. En 1917 se afincó en Granada dónde conoció a Enriqueta Contreras, una niña gitana que cumplió catorce años de edad que se convirtió en su esposa, a la que retrató en numerosas ocasiones a lo largo de su vida. Fruto de esta unión tuvo otros dos hijos, Jorge y Enrique "Riki". 
En 1918 se celebró una exposición con sus trabajos en Madrid que fue inaugurada por el rey Alfonso XIII y su esposa Victoria Eugenia de Battenberg. A partir de entonces aumentó considerablemente su prestigio y consideración en el mundo artístico español.
En Granada se relacionó con pintores locales como Francisco Soria Aedo, José María Rodríguez Acosta y López Mezquita, integrándose en la vida de la ciudad e interesándose por el mantenimiento de las tradiciones y el patrimonio histórico. De esta época datan numerosas escenas que plasman los paisajes y vistas de Granada desde diferentes perspectivas.
En las décadas de 1920 y 1930 su estilo evolucionó realizando diversos retratos costumbristas.
Tras la proclamación de la II República Española, en 1933 se trasladó con su familia a Tánger (Marruecos) donde permaneció hasta su muerte ocurrida en 1960, aunque realizó frecuentes viajes a Granada, donde siempre conservó su vivienda. En la ciudad marroquí se interesó por nuevos temas y quedó fascinado por el orientalismo y el encanto de la urbe y sus alrededores.
- Datos: Q3101817
- Multimedia: George Owen Wynne Apperley / Q3101817

Páginas oficiales de George Owen Wynne Apperley https://elartedeapperley.wordpress.com/ y https://gowapperley.wordpress.com/
1. 1 2  Cultura en Andalucía: Biografía del pintor George Owen Wynne Apperley. Consultado el 21-3-2010
2. ↑  Castillero Quesada, Soledad (2022). Las sin tierra: rompiendo el mito de la musa andaluza (1ª edición). Córdoba: Almuzara. pp. 13-15.